# Murbeckiella
Murbeckiella es un género de fanerógamas perteneciente a la familia Brassicaceae. Comprende seis especies descritas y de estas, solo 5 aceptadas.

## Taxonomía
El género fue descrito por Werner Hugo Paul Rothmaler y publicado en Botaniska Notiser 1939: 468. 1939.

## Especies aceptadas
A continuación se brinda un listado de las especies del género Murbeckiella aceptadas hasta julio de 2014, ordenadas alfabéticamente. Para cada una se indica el nombre binomial seguido del autor, abreviado según las convenciones y usos.	
- Murbeckiella boryi
- Murbeckiella huetii
- Murbeckiella pinnatifida
- Murbeckiella sousae
- Murbeckiella zanonii